# Curzio Malaparte
Curzio Malaparte, rojen Kurt Erich Suckert, italijanski novinar, dramatik in diplomat, * 9. junij 1898, Toskana, † 19. julij 1957, Rim.
Bojeval se je v prvi svetovni vojni, kjer je postal stotnik pri 5. alpinskem polku, po vojni pa je sodeloval v Mussolinijevemu pohodu na Rim in kasneje kot član Nacionalne fašistične stranke ustanovil več revij. Ker je kritiziral koruptivnost fašističnih oblasti, je bil izključen iz stranke in večkrat zaprt. Med drugo svetovno vojno je služil kot poročevalec časopisa Corriere della Sera z vzhodne fronte in izdal opis svojih vojnih izkušenj v romanih Kaputt (1944) ter La Pelle (1949). Med 1943 in 1946 je bil posrednik pri štabu ameriške vojske v Italiji.
Po vojni se je včlanil v Komunistično partijo Italije in odšel živet v Pariz, kjer je pisal drame ter ustvaril film Il Cristo proibito (1951), ki ga je tudi režiral.